# Waterbouwasfalt

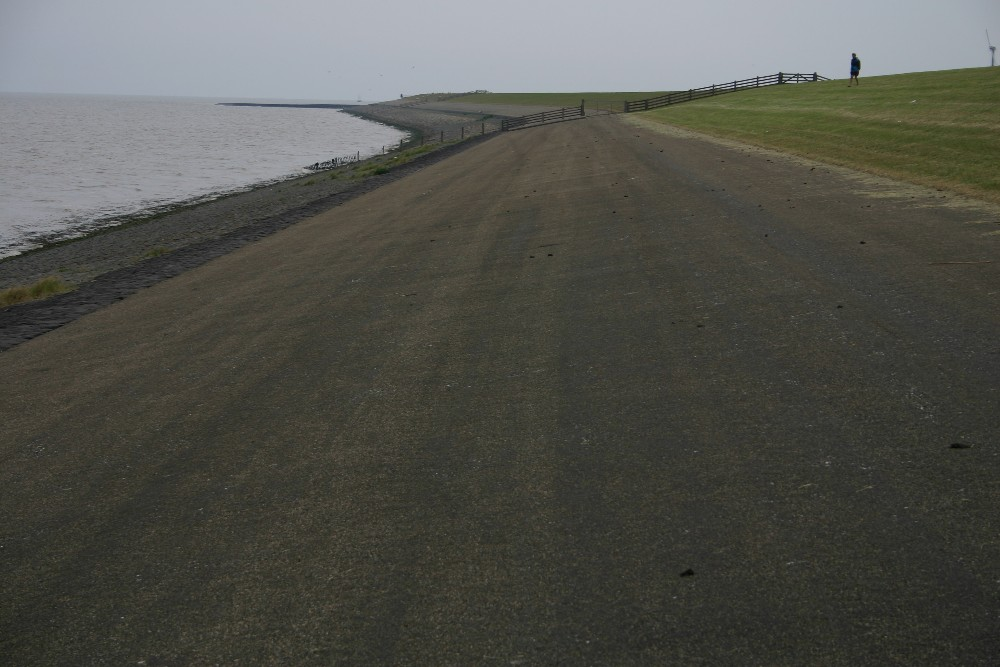
Een Waddenzeedijk in Friesland grotendeels met een bekleding van waterbouwasfalt

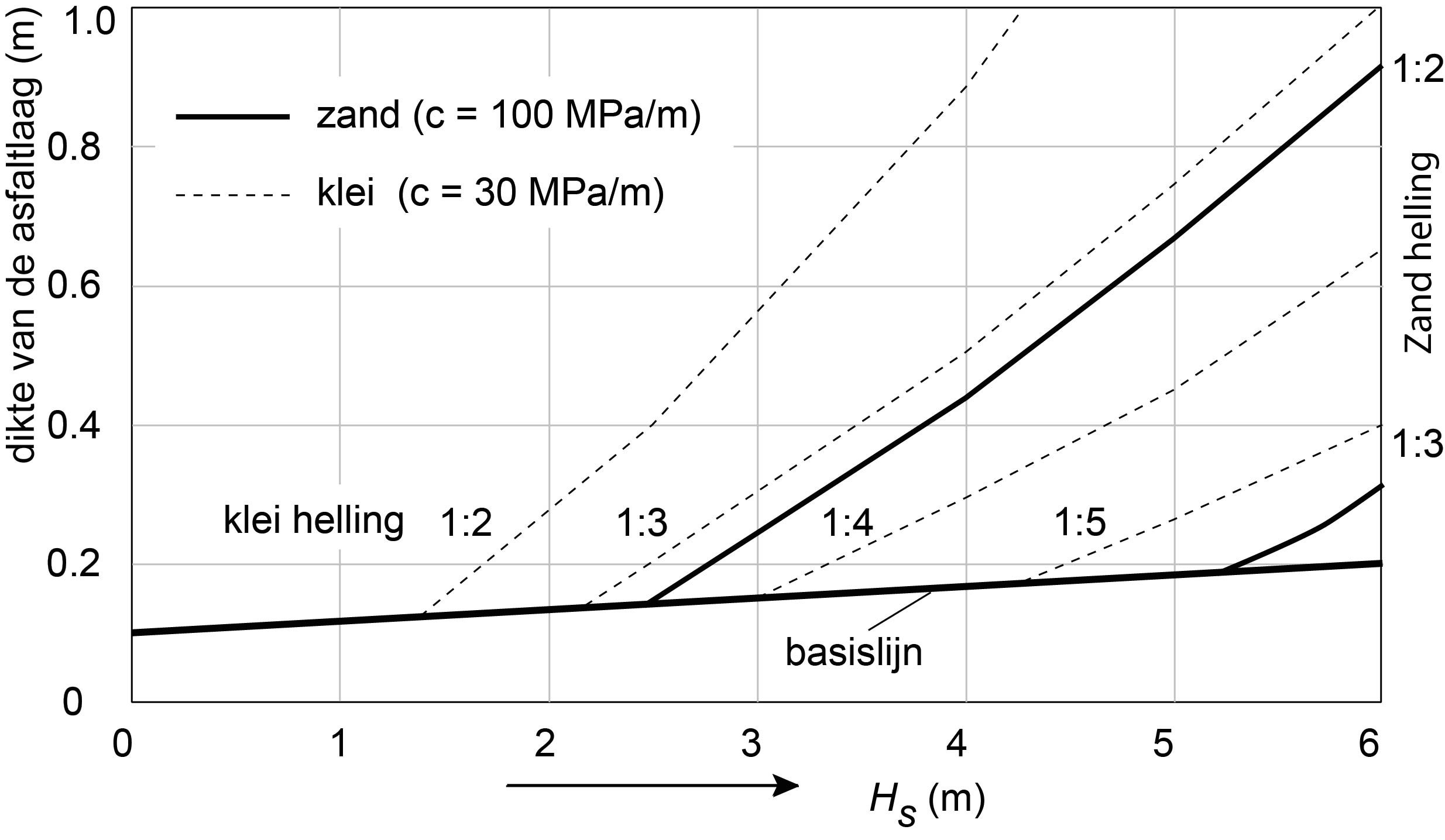
Benodigde asfaltdikte onder golfbelasting (volgens TR Asfalt foor waterkeren)

Waterbouwasfalt (of beter: waterbouwasfaltbeton) is asfaltbeton met een zodanig mengsel dat het geschikt is voor gebruik in de waterbouw, met name als dijkbekleding.
Het wordt warm bereid, met een continue gegradeerd mengsel van steenslag (of grind), zand en vulstof, dat een laag percentage holle ruimte heeft. Na aanbrengen vormt asfaltbeton een stijve plaat die bijzonder goed bestand is tegen hydraulische belastingen als golfklappen. Door het hoge gehalte aan bitumen is de plaat toch voldoende flexibel om enige zetting van de ondergrond te kunnen volgen. Een asfaltbetonbekleding kan worden bereden door verkeer en recreanten. Het is gebruikelijk om een oppervlaktebehandeling van bitumenemulsie en split aan te brengen als conserveringmiddel.
Omdat het een waterdicht materiaal is, is een belangrijk belastingscriterium het opdrukken van het materiaal t.g.v. overdrukken in het zandlichaam onder het asfalt, daarnaast speelt de golfklap een rol. Bijgaande grafiek kan gebruikt worden als eerste benadering voor het bepalen van de dikte van een asfaltlaag op een dijk met typisch Nederlandse condities (dus zowel golfbelasting als ondergrond). 

## Falen van asfaltbekledingen
Waterbouwasfalt kan op twee manieren falen, door overdruk of door vermoeiing.

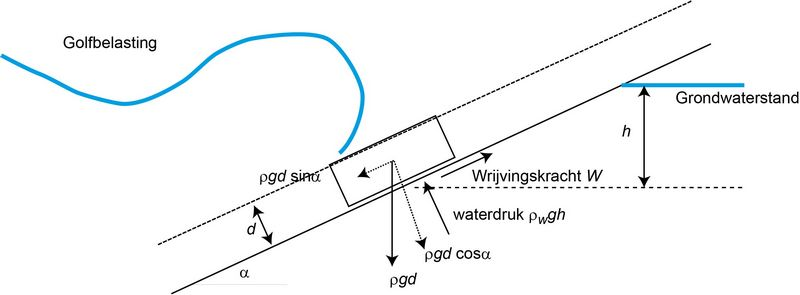
Stabiliteit van asfalt op een helling

- Falen door overdruk treedt op als de hydrostatische druk onder de bekleding groter wordt dan het eigen gewicht + waterdruk aan de buitenzijde. Maatgevend is dus altijd het punt van maximale golfneerloop, want daar is de waterdruk aan de buitenzijde nul.  Voor dit punt kan een eenvoudige krachtenbalans opgesteld worden. Het gewicht van een stukje asfalt per meter is ρgd, waarin ρ: de dichtheid van het asfalt is en d de dikte. De kracht langs de helling is dan ρgdsin α, waarin α de taludhelling is. Deze waarde moet kleiner zijn dan de wrijvingskracht W. W is gelijk aan de normaalkracht vermenigvuldigd met een wrijvingsconstante f. De normaalkracht hangt af van de waterdruk, en deze is ρgdcos α - ρwgh, waarin ρw de dichtheid van water is en h de diepte onder de grondwaterstand; deze is meestal gelijk aan de golfneerloop.
- Vermoeiing treedt op door veelvuldige golfklappen op dezelfde plaats. Voor de berekening van vermoeiing moet een zgn. Miner-som berekend worden. Dit is een vrij uitgebreide berekening, die eenvoudig met het programma Golfklap van Rijkswaterstaat uitgevoerd kan worden. [2]. Asfaltglooiingen op zand kunnen door een golfklap wat naar beneden gedrukt worden, afhankelijk van de stijfheid van het zand daaronder. Na veel bewegingen kan het asfalt bezwijken (vergelijk dit met het vaak buigen van een paperclip). Als de Miner-som groter wordt dan 1, treedt bezwijken op, dus:

{\displaystyle \sum {\frac {n_{i}}{N_{f,i}}}\leq 1},
waarin ni het aantal klappen (dus golven) in een storm is en Nf,i het aantal herhalingen van de klap die tot bezwijken leidt. Dit laatste wordt berekend met:
{\displaystyle N_{f}=k_{f}\sigma ^{-a_{f}}}
waarin kf en af parameters van het asfalt zijn (hangen dus af van de kwaliteit van het asfalt) en σ is de toelaatbare spanning aan de onderzijde van het asfalt (in MPa). Praktische waarden zijn: af = 2,5 en log(kf) = 2,8. Let er op dat deze formules niet dimensieloos zijn 